# 정육각
정육각(Jeongyookgak)은 2016년에 설립된 대한민국의 전자상거래 식품 전문 기업으로, 신선 육류를 중심으로 한 D2C (직접소비자판매) 플랫폼을 운영하고 있다. "도축 후 4일 이내 배송"을 핵심 가치로 내세우며, 자체 스마트 팩토리를 통한 주문형 생산(On-Demand Production) 및 AI 기반 물류 시스템을 통해 초신선 식품을 소비자에게 직접 배송하는 서비스를 제공한다.
주요 취급 품목은 육류, 계란, 유제품, 밀키트, 수산물, 가공육, 채소류 등으로 확장되었으며, 수도권을 중심으로 새벽배송과 당일배송 서비스를 운영하고 있다. 2022년에는 유기농 식품 전문 유통사 초록마을의 지분 99.57%를 인수하며 사업 다각화를 시도하였으나, 이후 재무 구조 악화로 2025년 기준 회생절차에 돌입하였다.

## 경영
정육각은 2016년 설립된 대한민국의 신선육류 중심 전자상거래 기업으로, ‘도축 후 4일 이내 배송’이라는 초신선 전략을 앞세워 시장에 진입하였으며, AI 기반 수요예측 시스템과 자체 가공·물류 시설을 통해 소비자에게 직접 배송하는 D2C 모델을 구현하였다. 창립 초기 빠른 매출 성장과 함께 다수의 벤처 투자 유치를 달성하였으며, 2022년에는 매출 2천억 원 규모의 유기농 유통업체 초록마을을 약 900억 원에 인수하면서 주목을 받았다. 그러나 당시 정육각의 연매출은 약 400억 원 수준에 불과했고, 인수를 위한 외부 자금 조달에 차질이 생기면서 고금리 단기 차입으로 인한 재무 리스크가 누적되었다. 이로 인해 인수 직후부터 실적이 악화되었고, 내부 시스템 통합, 인력 구조조정, 광고비 축소 등 경영 효율화를 시도하였으나, 제품 원가율이 여전히 수익을 담보하지 못할 수준으로 높았고, MAU(월간 활성 사용자 수) 감소, 소비 트렌드 변화 등이 복합적으로 작용하며 수익성 확보에 실패하였다.
2023년까지 정육각은 적자를 줄이기 위한 시도로 판관비 감축과 원가율 개선을 추진했으나, 제품 특성상 고정비 비중이 높은 구조와 한정된 마진폭으로 인해 자본잠식 상태에 이르렀으며, 2025년 7월 기업회생절차를 신청하기에 이르렀다. 특히 핵심 사업인 ‘초신선’은 기존 축산업계와의 갈등을 야기했고, 시장 내 경쟁력 차별화에 실패하면서 장기적 지속 가능성에 대한 의문이 제기되었다. 반면, 인수 대상이었던 초록마을은 정육각과 별도로 영업을 유지하고 있으며, 상대적으로 낮은 원가율과 일정 수준의 이용자 기반을 유지하는 등 회복 가능성이 존재하여 향후 구조조정 및 매각 대상으로 거론되고 있다. 전문가들은 정육각이 본업의 구조적 한계를 극복하지 못한 채 외형 성장에 치중한 것이 회생의 근본 원인이라고 평가하며, 유사한 모델을 채택했던 타 기업과의 비교를 통해 초기 사업전략, 제품 차별성, 투자 유치 시기의 중요성이 교차하는 사례로 분석되고 있다.